# Eddikesyre
Eddikesyre er en organisk forbindelse, der giver eddike dets sure smag og skarpe lugt. Kemisk set er eddikesyre en carboxylsyre med bruttoformel C2H4O2. Rent, vandfrit eddikesyre (iseddike) er en farveløs væske, der absorberer vand fra omgivelserne (hygroskopi) og størkner under 16,7 °C til farveløse krystaller. Eddikesyre er ætsende, og dens dampe forårsager irritation af øjnene, en tør og brændende næse, øm hals og blokering af luftvejene. Den er en svag syre, fordi ligevægten i vandig opløsning ved standardbetingelser mellem den dissocierede form (CH3COO− + H+) og den ikke-dissocierede form er kraftigt forskudt mod den ikke-dissocierede form, i modsætning til stærke syrer, der i vandig opløsning i praksis er fuldt dissocierede.
Eddikesyre er en af de simpleste carboxylsyrer (den næstsimpleste efter myresyre). Den er en vigtig kemisk reagens og et vigtigt industrielt kemikalie, der bruges i produktionen af polyetylentereftalat, primært til sodavandsflasker; celluloseacetat, primært til fotografisk film; og polyvinylacetat til trælim, såvel som syntetiske fibre og stoffer. I husholdninger anvendes fortyndet eddikesyre ofte som afkalkningsmiddel. I levnedsmiddelindustrien anvendes eddikesyre under tilsætningsstofkoden E260 som et surhedsregulerende middel.
Den globale efterspørgsel på eddikesyre er på omkring 6,5 millioner ton pr. år (fork. Mt/a), hvoraf cirka 1,5 Mt/a opfyldes ved genvinding. Den resterende mængde fremstilles fra petrokemiske råmaterialer eller fra biologiske kilder.

## Nomenklatur
Trivialnavnet eddikesyre er det mest almindeligt anvendte og også det officielt foretrukne navn af IUPAC. Navnet er sammensat af eddike og syre, hvilket beskriver hhv. hvor stoffet blev opdaget og bedst kendes fra samt stoffets egenskab. Synonymet ethansyre (ætansyre) er et systematisk navn, der bruges i introduktionen til kemisk nomenklatur, men ellers ikke anvendes.
Iseddike er trivialnavnet for vandfri eddikesyre. Navnet kommer fra de islignende krystaller, der dannes lige under stuetemperatur ved 16,7 °C.
Den mest almindelige og officielle forkortelse for eddikesyre er AcOH eller HOAc, hvor Ac står for acetylgruppen CH3−C(=O)−. I kontekst med syre-base-reaktioner anvendes til tider forkortelsen HAc, hvor Ac i stedet står for acetatanionen (CH3COO−), selvom denne brug af mange betragtes som misvisende. Under alle omstændigheder må Ac ikke forveksles med forkortelsen for grundstoffet actinium.
Eddikesyre har den empiriske formel CH2O og sumformlen C2H4O2 eller HC2H3O2 (for at fremhæve det aktive brintatoms rolle i dannelsen af saltet natriumacetat). For bedre at afspejle dens struktur bliver eddikesyre ofte noteret som CH3-CO2-H, CH3COOH, CH3CO2H eller HOCOCH3. Ved eddikesyres afgivelse af en H+ dannes acetatanionen. Navnet acetat, der er afledt af det latinske ord for eddike, acetum, kan også henvise til et salt indeholdende denne anion eller en ester af eddikesyre.

## Historie
Man var bekendt med eddike tidligt i civilisationen som det naturlige resultat af øl og vin udsat for luft, eftersom eddikesyreproducerende bakterier er allestedsnærværende.
Anvendelsen af eddikesyre i alkymi strækker sig ind i det tredje århundrede f.v.t., da den græske filosof Theofrastos beskrev, hvordan eddike virkede på metaller i produktionen af pigmenter anvendelige i kunst, inklusive hvidt bly (blykarbonat) og verdigris, en grøn blanding af kobbersalte, heriblandt kobber(II)acetat. Gamle romere kogte syrnede vine i blygryder for at producere en særdeles sød sirup kaldet sapa. Sapa var rig på en sød substans kaldet blysukker (bly(II)acetat). Substansen kaldtes også Saturns sukker, og indtagelsen af den medvirkede til blyforgiftning blandt det romerske aristokrati.
I det 8. århundrede var den muslimske alkymist Jabir Ibn Hayyan (Geber) den første til at koncentrere eddikesyre fra eddike gennem destillation. I renæssancen blev iseddike fremstillet gennem tørdestillation af visse metalacetater (mest nævneværdig kobber(II)acetat). Den tyske alkymist Andreas Libavius fra det 16. århundrede beskrev en sådan procedure, og han sammenlignede iseddiken produceret ved denne metode med eddike. Tilstedeværelsen af vand i eddike har så markant effekt på eddikesyres egenskaber, at kemikere i århundreder troede, at iseddike og den syre fundet i eddike var to forskellige substanser. Den franske kemiker Pierre Adet beviste imidlertid at de var identiske.
I 1847 syntetiserede den tyske kemiker Hermann Kolbe for første gang eddikesyre fra uorganiske materialer. Denne reaktionssekvens bestod af klorering af carbondisulfid til tetraklormethan, efterfulgt af pyrolyse til perklorethylen og vandig klorering til trikloreddikesyre, afsluttende med elektrolytisk reduktion til eddikesyre.
I 1910 blev det meste iseddike fremstillet fra den "pyroligne væske" fra destillation af træ. Eddikesyren blev isoleret fra denne ved behandling med læsket kalk, og det resulterende calciumacetat blev derpå forsuret med svovlsyre for at udvinde eddikesyre. På denne tid producerede Tyskland 10.000 ton iseddike, hvoraf omkring 30% brugtes til fremstillingen af farvestoffet indigo.

## Kemiske egenskaber
Brintatomet (H) i carboxylgruppen (−COOH) i carboxylsyrer så som eddikesyre kan afgives som en H+-ion (hydron), hvilket giver dem karakter af syre. Eddikesyre er en svag, monoprot syre i vandig opløsning med en pKa-værdi på 4,76. Dens korresponderende base er acetat (CH3COO−). En 1,0 M opløsning (omtrent koncentrationen af husholdningseddike) har en pH på 2,4, hvilket indikerer, at blot 0,4% af eddikesyremolekylerne er dissocierede.
Eddikesyres krystalstruktur viser, at molekylerne danner par som dimerer forbundet af hydrogenbindinger. Dimererne kan også påvises i gasform ved 120 °C. Ligeledes optræder de i den flydende fase i fortyndede opløsninger i ikke-hydrogenbindende opløsningsmidler, og endogså i en vis udstrækning i ren eddikesyre, men bliver brudt af hydrogenbindende opløsningsmidler. Dissociationsentalpien for dimeren er skønnet til 65,0–66,0 kJ/mol, og dissociationsentropien til 154–157 J·mol−1·K−1. Denne dimeriseringsadfærd deles af andre lavere carboxylsyrer.
Flydende eddikesyre er et hydrofilt (polært) protisk opløsningsmiddel lig ætanol og vand. Med en moderat dielektrisk konstant på 6,2 kan den ikke kun opløse polære forbindelser såsom uorganiske salte og sukre, men også upolære forbindelser så som olier og grundstoffer så som svovl og iod. Den blander sig uden videre med andre polære og upolære opløsningsmidler så som vand, kloroform og hexan. Denne opløsende egenskab og blandbarhed, eddikesyre har, gør den til et vidt anvendt industrielt kemikalie.

### Kemiske reaktioner
Eddikesyre er ætsende over for metaller inklusive jern, magnesium og zink, i forbindelse med hvilke den danner hydrogengas og metalsalte kaldet acetater. Aluminium danner et tyndt lag af aluminiumoxid på overfladen, når det udsættes for ilt, hvilket gør det relativt modstandsdygtigt, således at aluminiumtanke kan bruges til at transportere eddikesyre. Metalacetater kan også fremstilles fra eddikesyre og en passende base, som i den populære reaktion mellem natron (natriumbikarbonat) og eddike. På nær få acetater, hvoraf krom(II)acetat kan nævnes, er stort set alle opløselige i vand.
Mg(s) + 2 CH3COOH(aq) → (CH3COO)2Mg(aq) + H2(g)
NaHCO3(s) + CH3COOH(aq) → CH3COONa(aq) + CO2(g) + H2O(l)
Eddikesyre gennemgår de typiske kemiske reaktioner for carboxylsyrer, så som frembringelsen af vand og et metalethanoat ved reaktion med alkalier, frembringelsen af et metalethanoat ved reaktion med et metal og frembringelsen af et metalethanoat, vand og kuldioxid ved reaktion med karbonater og hydrogenkarbonater. Mest betydningsfuld af alle dens reaktioner er dannelsen af ætanol ved reduktion, og dannelsen af derivater så som acetylklorid via nukleofil acylsubstitution. Andre substitutionsderivater inkluderer eddikesyreanhydrid; dette anhydrid fremstilles under afgivelse af vand fra to molekyler af eddikesyre. Estere af eddikesyre kan ligeledes dannes via Fischer-esterificering, og amider kan også dannes. Når eddikesyre opvarmes til mere end 440 °C dekomponerer den og producerer kuldioxid og methan; ellers producerer den keten og vand.
Eddikesyre kan opspores ved dens karakteristiske lugt. En farvereaktion for salte af eddikesyre er jern(III)kloridopløsning, som resulterer i en dyb rød farve, der forsvinder efter forsuring. Acetater danner kakodyloxid, når de opvarmes med arsenik, hvilket kan påvises ved dets ildelugtende dampe.

### Biokemi
Acetylgruppe, afledt af eddikesyre, er grundlæggende for biokemien i praktisk talt alle former for liv. Når den er bundet til coenzym A, har den en afgørende betydning i stofskiftet, hvad angår kulhydrater og fedtstoffer. Koncentrationen af frit eddikesyre i celler holdes dog på et lavt niveau for at undgå at forstyrre pH-kontrollen i cellernes enkelte dele. Ulig længerekædede carboxylsyrer (fedtsyrerne) forekommer eddikesyre ikke i naturlige triglycerider. Det kunstige triglycerid triacetin (glycerintriacetat) er dog et almindeligt tilsætningsstof og findes i kosmetik og udvortes medikamenter.
Eddikesyre fremstilles og udskilles af visse bakterier, blandt andet Acetobacter-slægten og arten Clostridium acetobutylicum. Disse bakterier findes almindeligt i madvarer, vand og jord, og eddikesyre fremstilles naturligt når frugter og andet mad forrådner. Eddikesyre er også en del af skedesekret fra mennesker og andre primater, hvor det lader til at fungere som et mildt antiseptisk middel.

## Fremstilling
Eddikesyre fremstilles både syntetisk og ved bakteriel fermentering. I dag tegner den biologiske vej sig for omkring 10% af verdensproduktionen, men det forbliver væsentligt for eddikeproduktionen, eftersom verdens renhedspåbud for mad foreskriver, at eddike brugt i mad skal være af biologisk oprindelse. Omkring 75% af den eddikesyre, der laves til anvendelse i den kemiske industri, fremstilles fra methanolkarbonylering, forklaret nedenfor. Andre metoder tegner sig for resten.
Den totale verdensproduktion af ubehandlet eddikesyre er skønnet til 5 Mt/a, hvoraf cirka halvdelen fremstilles i USA. Den europæiske produktion står for omkring 1 Mt/a og aftagende, mens 0,7 Mt/a produceres i Japan. Yderligere 1,5 Mt genvindes hvert år, hvilket bringer det totale verdensmarked op på 6,5 Mt/a. De største fabrikanter af ubehandlet eddikesyre er Celanese og BP Chemicals. Andre større fabrikanter inkluderer Millennium Chemicals, Sterling Chemicals, Samsung, Eastman og Svensk Etanolkemi.

### Methanolcarbonylering
Størstedelen af ubehandlet eddikesyre fremstilles ved methanolcarbonylering. I denne proces reagerer methanol og kulilte og danner eddikesyre i overensstemmelse med den følgende kemiske ligning:
CH3OH + CO → CH3COOH
Processen involverer metyliodid som et intermediat og forløber i tre trin. En katalysator, som regel metalkomplekser, er nødvendig for carbonylering (trin 2).
(1) CH3OH + HI → CH3I + H2O
(2) CH3I + CO → CH3COI
(3) CH3COI + H2O → CH3COOH + HI
Ved at forandre betingelserne kan eddikesyreanhydrid også fremstilles på samme fabrik. Fordi både methanol og kulilte er råmaterialer forekom det længe, at methanolcarbonylering var en gunstig metode til eddikesyrefremstilling. Henry Drefyus hos British Celanese udviklede en forsøgsfabrik til methanolcarbonylering så tidligt som i 1925. Mangel på praktiske materialer, der kunne indeholde den ætsende reaktionsblanding ved det høje tryk, der var nødvendigt (200 atm eller mere), afskrækkede dog kommercialiseringen af disse veje. Den første kommercielle methanolcarbonyleringsproces, som anvendte en cobaltkatalysator, blev udviklet af den tyske kemivirksomhed BASF i 1963. I 1968 blev en rhodium-baseret katalysator (cis−[Rh(CO)2I2]−) opdaget; denne kunne fungere effektivt ved lavere tryk næsten uden biprodukter. Den første fabrik, der brugte denne katalysator, blev bygget af den amerikanske kemivirksomhed Monsanto i 1970, og rhodium-katalyseret methanolcarbonylering blev den dominerende metode til eddikesyrefremstilling (se Monsanto-proces). I slutningen af 1990'erne kommercialiserede kemivirksomheden BP Chemicals Cativa-katalysatoren ([Ir(CO)2I2]−), som fremmes af ruthenium. Denne iridium-katalyserede proces er grønere og mere effektiv og har overvejende erstattet Monsanto-processen, ofte i de samme produktionsfabrikker.

### Acetaldehydoxidation
Før kommercialiseringen af Monsanto-processen blev størstedelen af eddikesyren fremstillet ved oxidation af acetaldehyd. Denne fremstillingsmetode forbliver den næstvigtigste, selvom den ikke er konkurrencedygtig sammenlignet med methanolcarbonylering.
Acetaldehyd kan fremstilles via oxidation af butan eller lys nafta, eller ved hydrering af ethylen. Når butan eller lys nafta opvarmes med luft i tilstedeværelse af forskellige metalioner, herunder ioner af mangan, cobalt og krom; peroxider dannes og dekomponerer derefter, hvormed der dannes eddikesyre efter følgende reaktionsligning:
2 C4H10 + 5 O2 → 4 CH3COOH + 2 H2O
Typisk forløber reaktionen ved en kombination af temperatur og tryk designet til at være så varmt som muligt, mens butanen stadig holdes på væskeform. Typiske reaktionsbetingelser er 150 °C og 55 atm. Der dannes måske også biprodukter, heriblandt butanon, ethylacetat, myresyre og propansyre. Disse biprodukter er også kommercielt værdifulde, og reaktionsbetingelserne kan nogle gange ændres til det formål at fremstille flere af dem, hvis det er økonomisk brugbart. Frasigtningen af eddikesyre fra disse biprodukter tilføjer dog ekstra udgifter til fremstillingen.
Under lignende betingelser og ved brug af lignende katalysatorer, som bruges til butanoxidation, kan acetaldehyd oxideres af ilten i luften i fremstillingen af eddikesyre:
2 CH3CHO + O2 → 2 CH3COOH
Ved at bruge moderne katalysatorer kan denne reaktion have et eddikesyreudbytte på mere end 95%. De primære biprodukter er ethylacetat, myresyre og formaldehyd, der alle har et lavere kogepunkt end eddikesyre og dermed med lethed kan destilleres fra.

### Ethylenoxidation
Acetaldehyd kan også fremstilles fra ethylen via den såkaldte Wacker-proces og kan så oxideres som ovenfor. På det seneste er en billigere enkelttrinsomdannelse af ethylen til eddikesyre blevet kommercialiseret af kemivirksomheden Showa Denko, som opstartede en ethylenoxidationsfabrik i Ōita, Japan i 1997. Processen katalyseres af en palladiumkatalysator båret af en heteropolysyre såsom wolframkiselsyre. Det betragtes som værende konkurrencedygtigt sammenlignet med methanolcarbonylering for mindre fabrikker (100–250 kt/a), afhængig af den lokale pris på ethylen.

### Oxidativ fermentering
I det meste af menneskehedens historie er eddikesyre i form af eddike blevet lavet af eddikesyrebakterier af slægten Acetobacter. Under forudsætning af tilstrækkelig ilt kan disse bakterier producere eddike fra en mangfoldighed af alkoholiske foderstoffer. Almindeligt anvendt føde inkluderer æblecider, vin og fermenteret korn, malt, ris eller kartoffel. Den samlede kemiske reaktion fremmet af disse bakterier er:
C2H5OH + O2 → CH3COOH + H2O
En fortyndet alkoholopløsning podet med Acetobacter og opbevaret et varmt, luftigt sted vil blive til eddike i løbet af få måneder. Industriel eddikefremstillingsmetoder fremskynder denne proces ved at forøge tilsætningen af ilt til bakterierne.
De første portioner eddike fremstillet ved formentering efterfulgte formentligt fejl i vinproduktionsprocessen. Hvis most fermenteres ved for høj temperatur vil acetobacter overrumple den gær, der naturligt findes på druer. Som behovet for eddike til kulinarisk, medicinsk og sanitære formål steg, lærte vinavlere hurtigt at bruge andre organiske materialer til at producere eddike i de varme sommermåneder før druerne modnedes og var klare til at bearbejde til vin. Denne metode var dog langsom og ikke altid succesrig, eftersom vinavlerne ikke forstod processen.
En af de første moderne kommercielle processer var den "jurtige metode" eller "tyske metode", der først praktiseredes i Tyskland i 1823.I denne proces finder fermentering sted i et tårn pakket med træspåner eller trækul. Den alkoholindeholdende tilførsel er bliver tildryppet i toppen af tårnet, og frisk luft tilføres fra bunden ved enten naturlig eller tvunget konvektion. Den forbedrede lufttilførsel i denne proces nedbringer den tid, der skal bruges for at fremstille eddike, fra måneder til uger.
Størstedelen af eddike, der fremstilles i dag, er lavet i en tankkultur nedsænket i vand, hvilket er en metode først beskrevet i 1949 af Otto Hromatka og Heinrich Ebner. I denne metode bliver alkohol fermenteret til eddike i en kontinuerligt omrørt tank, og ilt tilføres ved at boble luft gennem opløsningen. Ved brug af moderne anvendelser af denne metode kan eddike med 15% eddikesyre fremstilles i partiprocesser på kun 24 timer, og endda 20% i 60 timersprocesser.

### Anaerobisk fermentering
Arter af anaerobe bakterier, heriblandt medlemmer af slægten Clostridium, kan omdanne sukre til eddikesyre direkte uden brug af ætanol som intermdiat. Den overordnede kemiske reaktion udført af disse bakterier kan repræsenteres ved følgende reaktionsligning:
C6H12O6 → 3 CH3COOH
Hvad, der er mere interessant fra en industriel kemikers synspunkt, er, at disse acetogene bakterier kan producere eddikesyre fra étkulstofforbindelser, herunder methanol, kulilte eller en blanding af kuldioxid og brint:
2 CO2 + 4 H2 → CH3COOH + 2 H2O
Denne evne, Clostridium har til at udnytte sukre direkte eller til at producere eddikesyre fra mindre bekostelige indgange, betyder, at disse bakterier potentielt kunne producere eddikesyre mere effektivt end ethanoloxidatorer som Acetobacter. Clostridium er dog mindre syretolerante end Acetobacter. Selv de mest syretolerante Clostridium-stammer kan producere eddike på blot få procent eddikesyre, sammenlignet med Acetobacter-stammer, der kan producere eddike med op til 20% eddikesyre. For øjeblikket forbliver det mere omkostningseffektivt at producere eddike ved brug af Acetobacter, end at producere det ved brug af Clostridium for derefter at opkoncentrere det. Som resultat heraf forbliver brugen af acetogene bakterier i industrien afgrænset til få nicheanvendelser, på trods af at man har kendt til dem siden 1940.

## Anvendelse
Eddikesyre er et kemisk reagens til fremstillingen af kemiske forbindelser. Den største enkeltstående anvendelse af eddikesyre er i produktionen af acetatmonomerer, tæt fulgt af produktion af eddikesyreanhydrid og -ester. Mængden af eddikesyre anvendt i eddike er i sammenligning hermed lille.

### Vinylacetatmonomer
Den betydeligste anvendelse af eddikesyre er til produktionen af vinylacetatmonomer (VAM). I denne fremstilling forbruges omkring 40% til 45% af verdensproduktionen af eddikesyre. Reaktionen forløber mellem ethylen og eddikesyre med ilt over en palladiumkatalysator.
2 H3C-COOH + 2 C2H4 + O2 → 2 H3C-CO-O-CH=CH2 + 2 H2O
Vinylacetat kan polymeriseres til polyvinylacetat eller til andre polymerer, som anvendes i maling og lim.

### Esterproduktion
De primære estere af eddikesyre er almindeligt anvendte opløsningsmidler til blæk, maling og belægning. Esterene inkluderer ethylacetat, n-butylacetat, isobutylacetat og propylacetat. De fremstilles typisk i katalyserede reaktioner fra eddikesyre og den korresponderende alkohol:
H3C-COOH + HO-R → H3C-CO-O-R + H2O
hvor R = en generel alkylgruppe
De fleste acetatestere produceres dog fra acetaldehyd ved brug af Tishchenko-reaktionen. Derudover bruges etheracetater som opløsningsmidler for nitrocellulose, akrylmaling, fernisfjernere og træskjolder. Først bliver glykolmonoethere dannet fra ethylenoxid eller propylenoxid med alkohol, som derefter esterificeres med eddikesyre: De tre hovedprodukter er ethylenglykolmonoetyletheracetat (EEA), ethylenglykolmonobutyletheracetat (EBA) og propylenglykolmonometyletheracetat (PMA). Denne fremstilling forbruger cirka 15% til 20% af verdens eddikesyreproduktion. Etheracetate, for eksempel EEA, har vist sig at bære skadelige for menneskelig reproduktion.

### Eddikesyreanhydrid
Kondensationsproduktet af to molekyler af eddikesyre er eddikesyreanhydrid. Verdensproduktionen af eddikesyreanhydrid er en betydelig anvendelse af eddikesyre og forbruger omkring 25% til 30% af den globale produktion af eddikesyre. Eddikesyreanhydrid kan fremstilles direkte ved methanolcarbonylering, hvor man undgår syren, og Cativafabrikker kan tilpasses til anhydridproduktion.
Eddikesyreanhydrid er et stærk acetyleringsmiddel. Som sådan er dets primære anvendelse til fremstilling af celluloseacetat, et syntetisk tekstil også brugt til fotografisk film. Eddikesyreanhydrid er også et reagens i produktionen af aspirin, heroin og andre forbindelser.

### Eddike
I form af eddike, eddikesyreopløsninger (typisk 5% til 18% eddikesyre hvor procentsatsen normalt udregnes ved masse), bruges direkte som et smagsstof og også i syltning af grøntsager og andre fødevarer. Bordeddike har tendens til at være relativt fortyndet (5% til 8% eddikesyre), mens kommerciel madsyltning generelt bruger mere koncentrerede opløsninger. Mængden af eddikesyre brugt som eddike på verdensplan er ikke stor, men historisk er dette langt den ældste og mest velkendte anvendelse.

### Opløsningsmiddel
Iseddike er et fremragende polært protisk opløsningsmiddel, som nævnt ovenfor. Det bruges regelmæssigt som opløsningsmiddel til omkrystallisation for at oprense organiske forbindelser. Rent smeltet eddikesyre bruges som et opløsningsmiddel i produktionen af tereftalsyre (TPA), råmaterialet til polyetylentereftalat (PET). Selvom denne anvendelse på nuværende tidspunkt kun tæller 5%–10% af eddikesyreforbruget på verdensplan, forventes det at stige betydeligt det næste årti, eftersom PET-produktionen stiger.
Eddikesyre bruges ofte som et opløsningsmiddel for reaktioner, der involverer carbokationer, så som Friedel-Crafts-alkylering. For eksempel involverer et af trinene i den kommercielle fabrikation af syntetisk kamfer en Wagner-Meerwein-omlejring af kamfen til isobornylacetat; her agerer eddikesyre både som opløsningsmiddel og som nukleofil for at fastholde den omlejrede carbokation. Eddikesyre er det foretrukne opløsningsmiddel, når man skal reducere en aryl nitrogruppe til anilin ved brug af palladium på kulstof.
Iseddike bruges i analytisk kemi til vurdering af svagt alkaliske substanser så som organiske amider. Iseddike er en meget svagere base end vand, så amidet opfører sig som en stærk base i dette medie. Det kan derefter titreres ved brug af en opløsning i iseddike af en meget stærk syre så som perklorsyre.

### Andre anvendelser
Fortyndede opløsninger af eddikesyre bruges også grundet deres milde surhedsgrad. Eksempler fra husholdningsmiljøet indbefatter brugen i et stopbad under udformningen af fotografiske film og i afkalkningsmidler til at fjerne kiselsten fra haner og kedler.
Fortyndede opløsninger af iseddike kan bruges i et klinisk laboratorium til at lysere røde blodlegemer for at lave manuelle tællinger af hvide blodlegemer. En anden klinisk anvendelse er til lyseringen af røde blodlegemer, som kan sløre andre vigtige bestanddele i urin under en mikroskopisk undersøgelse.
Surhedsgraden bruges også til at behandle havhvepses stik ved at invalidere hvepsens brændende celler og dermed forhindre alvorlige skader eller død, hvis det tilføres omgående, og desuden i behandlingen af ydre ørebetændelse hos personer i præparater så som Vosol. Ligeledes bruges eddikesyre som konserveringsmiddel, der kan sprayes på, til kreaturensilager for at modvirke bakterie- og svampevækst. Iseddike bruges også som en vortefjerner.
Organiske eller uorganiske salte produceres af eddikesyre, heriblandt:
- Natriumacetat, brugt i tekstilindustrien og som et konserveringsmiddel til madvarer (E262).
- Kobber(II)acetat, brugt som et pigment og et fungicid.
- Aluminiumacetat og jern(II)acetat, brugt som betsere til farvestoffer.
- Palladium(II)acetat, brugt som katalysator i organiske koblingsreaktioner så som Heck-reaktionen.
- Sølvacetat, brugt som et pesticid.

Producerede substituerede eddikesyrer inkluderer:
- Monokloreddikesyre (MCA), dikloreddikesyre (betragtes som et biprodukt) og trikloreddikesyre. MCA bruges i fabrikationen af farvestoffet indigo.
- Bromeddikesyre, som esterificeres i produktionen af reagenset etylbromacetat.
- Trifluoreddikesyre, der er et almindeligt reagens i organisk syntese.

Den mængde af eddikesyre, der bruges til disse og andre formål tilsammen (foruden TPA) tegner sig for endnu 5%–10% af den forbrugte eddikesyre på verdensplan. Disse anvendelsesområder forventes dog ikke at stige så meget som TPA-produktionen.

## Sikkerhed
Koncentreret eddikesyre er ætsende og må derfor varetages med passende omhyggelighed, eftersom det kan forårsage forbrændinger af huden, permanent øjenskade og irritation for slimhinderne. Disse brandsår eller vabler fremkommer ikke nødvendigvis førend flere timer efter eksponering. Latexhandsker yder ikke beskyttelse, så særligt resistente handsker, såsom nogle lavet af nitrilgummi, bør bæres, når man har med forbindelsen at gøre. Koncentreret eddikesyre kan antændes med vanskelighed i laboratoriet. Det bliver først brandfarligt, hvis omgivelsernes temperatur overstiger 39 °C og kan danne eksplosive blandinger med luft over denne temperatur (eksplosiv grænse: 5,4%–16%).
Farerne for eddikesyreopløsninger afhænger af koncentrationen. Den følgende tabel lister EU-klassifikationen for eddikesyreopløsninger:
| Koncentration efter vægt | Molaritet        | Klassifikation | R-sætninger |
| ------------------------ | ---------------- | -------------- | ----------- |
| 10%–25%                  | 1,67–4,16 mol/L  | Irritant (Xi)  | R36/38      |
| 25%–90%                  | 4,16–14,99 mol/L | Ætsende (C)    | R34         |
| >90%                     | >14,99 mol/L     | Ætsende (C)    | R10, R35    |

Opløsninger på mere end 25% eddikesyre håndteres i et stinkskab på grund af den gennemtrængende, ætsende damp. Fortyndet eddikesyre, i form af eddike, er uskadelig. Indtagelse af kraftigere opløsninger er dog farligt for mennesker og dyreliv. Det kan forårsage alvorlig skade for fordøjelsessystemet og en potentiel dødelig ændring i blodets surhedsgrad.
Grundet uforligeligheder er det tilrådeligt at holde eddikesyre væk fra kromsyre, ethylenglykol, salpetersyre, perklorsyre, permanganater, peroxider og hydroxyler, eftersom de vil reagere.